# سالیژان شالیپوف
سالیژان شالیپوف (به انگلیسی: Salizhan Sharipov) فضانورد اهل کشور قرقیزستان است که در ۲۴ اوت ۱۹۶۴ در اوزگند زاده شد. وی در مأموریت اس‌تی‌اس-۸۹، سایوز تی‌ام‌ای-۵، اکسپدییشن ۱۰ حضور داشته است.